# Побег на рассвете (фильм, 1975)
«Побег на рассвете» (груз. გაქცევა გათენებისას) — приключенческий художественный фильм, снятый в 1975 году на киностудии «Грузия-фильм».

## Сюжет
Действие фильма происходит в Имеретии, сразу после подавления революции 1905 года. В кутаисской каторжной тюрьме ожидают казни 38 революционеров, боровшихся против временного губернатора Кутаисской губернии генерала Алиханова-Аварского. Их товарищи из большевистского подполья, пытаясь спасти приговорённых, решают сделать подкоп.
В сентябре 1907 года революционерка Нато сняла один из домов на Оборинской улице, якобы для организации швейной мастерской. На самом деле подпольщики планируют из подвала этого дома прокопать подземный ход через который смогут сбежать политзаключённые. Для организации побега революционерам пришлось похитить подрядчика Мелконова — единственного, кто точно знает, где нужно рыть подкоп. Подпольщикам помогают самые разные люди. Среди них князь Коциа Эристави, в доме которого прячут бежавшего из тюрьмы большевика, известный в Кутаиси певец Даниэл и многие другие.
Семён Долидзе не скрывает чем закончится фильм. Ему гораздо важнее показать как был осуществлен этот смелый замысел. Большое количество действующих лиц требует от режиссёра ёмких и лаконичных характеристик. Напряженное и динамичное действие разворачивается параллельно в тюрьме, а затем в суде, и в подвале, где опытные шахтёры в невероятно тяжелых условиях работают день и ночь. Но внимание автора привлекает и сам город. Тесные дворики, магазины, улицы, площади, мост… Режиссёр с любовью воссоздаёт атмосферу старого Кутаиси.

## В ролях
- Меги Цулукидзе — Нато
- Тристан Квелаидзе
- Георгий Гегечкори
- Имеда Кахиани — Андро
- Джемал Сихарулидзе — Верховский
- Малхаз Бебуришвили
- Амиран Кадейшвили
- Владимир Солодников — Рунич
- Михаил Жарковский — Берг
- Сосо Гогичайшвили
- Отар Коберидзе — князь Коциа Эристави
- Лия Элиава — жена князя
- Рамаз Чхиквадзе — Даниели
- Джемал Гаганидзе — Мелконов
- Георгий Кавтарадзе — Теофиле
- Дудухана Церодзе — Цаца
- Паата Бараташвили
- Валерьян Долидзе — Панцхава
- Карлос Марадишвили — заключённый
- Гурам Пирцхалава
- Варлам Цуладзе
- Ефим Байковский — губернатор

## Съёмочная группа
- Режиссёр — Семён (Сико) Долидзе
- Сценаристы — Семён (Сико) Долидзе, Резо (Реваз) Эбралидзе
- Оператор — Феликс Высоцкий
- Композитор — Давид Торадзе
- Художник — Христесие Лебанидзе
- Монтаж — Василий Доленко
- Директор фильма — Ираклий Гоциридзе

## Цитата
…Тюремный коридор. Священник и тюремщик подходят к двери камеры. Священник спрашивает: «В каких грехах повинны эти люди?» Молчание. «Почему такая тишина?» Отвечает тюремщик: «По-твоему, они должны веселиться перед смертью?» Двери камеры наконец открываются, но она пуста, заключенные сбежали…